# Callow End
Callow End är en by i Worcestershire i England. Byn är belägen 6 km 
från Worcester. Orten har 837 invånare (2016).